# رود جاكسون (عالم أوبئة)
رودني ثورنتون جاكسون (مواليد 1954) عالم وبائيات نيوزيلندي تلقى تدريبًا طبيًا وتولى أدوارًا قيادية في الأبحاث الممولة من القطاع العام والتي تركز على الأنظمة التي تسعى إلى التحديد الفعال لعوامل الخطر في وبائيات الأمراض المزمنة، وخاصة أمراض القلب والأوعية الدموية. وشمل ذلك ربط الدراسات الحشدية الكبيرة بقواعد البيانات الصحية الإلكترونية الإقليمية والوطنية ووضع معادلات جديدة للوقاية من عوامل الخطر باستخدام أدوات معتمدة على الإنترنت، مثل نموذج «بريدكت»، لتطبيق إرشادات تقييم عوامل الخطر وتدبيرها، ورصد هذه الإرشادات وتحسينها. أثرت الأبحاث التي تناولت الربو وشارك فيها جاكسون على قرارات وزارة الصحة النيوزيلندية، وأسهم في النقاش العام الذي تناول عوامل الخطر الغذائية في النوبات القلبية والسكتات الدماغية. ومن خلال اتباع نهج مُسند بالأدلة لتحديد التفاوتات في النتائج الطبية بين مجموعات مختلفة من سكان نيوزيلندا، اتخذ جاكسون موقفًا من العنصرية في القطاع الطبي. في عام 2020، ظهر بشكل متكرر في وسائل الإعلام للتحدث عن نهج حكومة نيوزيلندا تجاه جائحة كوفيد 19. منذ عام 1999، عمل جاكسون بصفة أستاذ لعلم الأوبئة في جامعة أوكلاند.

## التعليم والعمل
في جامعة أوكلاند، حصل جاكسون على بكالوريوس العلوم عام 1974، وبكالوريوس الطب، وبكالوريوس الجراحة في عام 1977. نال دبلوم الدراسات العليا في أمراض النساء والتوليد في أوكلاند عام 1980، وكذلك دبلوم الدراسات العليا في صحة المجتمع من جامعة أوتاغو في عام 1983. أكمل جاكسون درجة ماجستير العلوم الطبية في صحة المجتمع في جامعة أوكلاند عام 1984، ودرجة الدكتوراه في علم الأوبئة من نفس المؤسسة عام 1989. وتدرب في طب الصحة العامة، وحصل على زمالة في طب الصحة العامة عام 1990. بين عامي 1990 و1998، عمل جاكسون بصفة محاضر أول وأستاذ مشارك في جامعة أوكلاند، وأصبح أستاذًا زائرًا في مركز الطب المُسند بالأدلة في جامعة أكسفورد عام 1996. من عام 1999 إلى عام 2003، عمل جاكسون بصفة أستاذ في قسم صحة المجتمع وتولى رئاسة القسم، في كلية العلوم الطبية والصحية في أوكلاند. منذ عام 2004، أصبح أستاذًا لعلم الأوبئة، وشغل منصب رئيس قسم علم الأوبئة والإحصاء الحيوي في مدرسة صحة السكان التابعة لكلية العلوم الطبية والصحية، بين عامي 2004 و2009.

## الدراسات الوبائية

### تكامل البيانات
يهدف بحث جاكسون الرئيسي منذ عام 2000 تقريبًا إلى تحقيق تكامل ودمج بين الصحة العامة ووبائيات الرعاية الصحية من خلال ربط البيانات الفردية والوطنية من المرضى الأفراد إلى مجموعات المرضى إلى مجموعات سكانية كاملة، عن طريق تأسيس دراسة تدعى «بريدكت»، وإنشاء برامج أبحاث «فيو» لاحقًا.
في عام 2011، شارك جاكسون في تأليف مقال في المجلة الطبية النيوزيلندية تحدى فيه الطريقة التي أدارت بها المجالس الصحية لمناطق نيوزيلندا الاحتياجات الصحية لمرضى المشكلات الصحية المزمنة. ووضح المقال أن بعض الأمراض المزمنة يمكن الوقاية منها من خلال «تدبير عوامل الخطر المشتركة، وخاصة تعاطي التبغ والنظام الغذائي غير الصحي والخمول البدني ... وتعتمد هذه التدخلات على عوامل رئيسية؛ منها التحديد الدقيق للمرضى المعرضين لخطورة عالية، وتقديم التدخلات المنهجية لهؤلاء المرضى والرعاية الذاتية والالتزام على المدى الطويل». واقترحت الورقة استخدام تكنولوجيا المعلومات لتوفير نهج أكثر تركيزًا على المريض يربط البيانات من الفحص الأولي وصولًا إلى التدخلات الطبية وإعادة التأهيل.
شارك جاكسون في بحث أجري في 2018 توصل إلى إنشاء ثلاث مجموعات سكانية اعتمادًا على البيانات: سكان نيوزيلندا وفق بيانات الإحصاء النيوزيلندية، وتعداد السكان لعام 2013، والسكان الذين استخدموا الخدمات الصحية في عام 2013. كان الهدف من البحث مقارنة الاختلافات في تقديرات انتشار أمراض القلب والأوعية الدموية المستمدة من كل من المجموعات. وأظهرت النتائج وجود فروق مئوية كبيرة بين أرقام الإحصائيات النيوزيلندية والمجموعات السكانية الأخرى بالنسبة للذكور وأولئك الذين تتراوح أعمارهم بين 15 و34 عامًا، ولكن أكبر الاختلافات ظهرت لدى الأشخاص الذين يعيشون في المناطق المحرومة، مع اختلاف التوزيع العرقي عبر المجموعات الثلاث. وأشارت الدراسة إلى أن «بيانات السكان الذين يستخدمون الخدمات الصحية تزيد بشكل عام تقدير انتشار أمراض القلب والأوعية الدموية، في حين تقلل بيانات التعداد السكاني بشكل عام من تقديرها ... [وخلصت الدراسة إلى أن] ... بيانات الإحصاء النيوزيلندية هي المجموعة الوطنية الأكثر شمولًا وملاءمة للاستخدام في البحوث الصحية والاجتماعية».
في عام 2021، شارك جاكسون في قيادة فريق موله مجلس البحوث الصحية في نيوزيلندا لإنشاء «سجل مجهول الهوية للمخاطر القلبية الوعائية والمخاطر ذات الصلة للمساعدة في مكافحة الأمراض مثل السكري والنقرس والبدانة وفشل القلب» ضمن برنامج أبحاث «فاريانز» لمدة خمس سنوات. أشارت ورقة منشورة درست المنهجية التي ستستخدم في هذا البرنامج وشارك جاكسون في كتابتها إلى أنه على الرغم من وجود بعض القيود التي تحد عملية جمع البيانات، فإن قوة البرنامج تكمن في أن «مجموعات البيانات مثالية لدراسة التباين بين المجموعات السكانية أو المحددة سريريًا في استخدام خدمات المستشفيات والعيادات الخارجية والعلاجات الدوائية وغير ذلك من الأسئلة البحثية المتعلقة بعلاج الأمراض القلبية الوعائية والامراض المتصلة بها وتشخيصها ونتائجها».

### بريدكت
منذ عام 2002، شارك جاكسون في قيادة بريدكت، وهي دراسة حشدية واسعة النطاق للتنبؤ بمخاطر الأمراض القلبية الوعائية، وتعد الآن أكبر دراسة مستقبلية في العالم للأمراض القلبية الوعائية في الرعاية الأولية شارك فيها أكثر من 500,000 شخص. طور جاكسون وفريقه، بالشراكة مع إنيغما، وهي شركة نيوزيلندية متخصصة في حلول الويب في مجال الرعاية الصحية، برنامج دعم القرار بريدكت المستند إلى الويب لتقييم عوامل خطر الإصابة بالأمراض القلبية الوعائية وتدبيرها. قدمت الدراسة دعمًا للقرار السريري لممارسي الرعاية الأولية في نيوزيلندا بالإضافة إلى أنها أنشأت مجموعة بحث كبيرة، مع تخزين البيانات المتعلقة بتقييم عوامل الخطر لدى كل مريض وربطها بالاستشفاء والوفاة في المستقبل باستخدام منهجية تشفير آمنة. في الورقة التاسعة عشرة التي تناولت الدراسة، ذكر أن استخدام البرنامج أدى إلى «فهم أفضل لمقبولية دعم القرار المحوسب وتأثيره في الرعاية الأولية وموثوقية البيانات والاختلافات في عوامل الخطر بين الأعراق ... [لأن]... المجموعة الخاضعة للبحث مأخوذة مباشرة من الممارسة الروتينية مع أخذ الإذن بإنشاء تصنيف عرقي واحد في قواعد بيانات متعددة ... [وبناء على ذلك] ... إذا عرّف المريض نفسه بأنه من الماوريين في أي من قواعد البيانات المرتبطة، سيصنف على أنه من الماوريين».
استخدم بحث منشور في 2018 الخوارزمية الحاسوبية بريدكت لتطوير معادلات تدرس المرضى في الرعاية الأولية المعاصرة، ووثق أداء هذه المعادلات الجديدة في تقييم الخطورة لدى مجموعة تمثل النيوزيلنديين على المستوى الوطني. كانت فعالية هذه المعادلات أفضل مقارنة بالبيانات التي جمعتها الكلية الأمريكية لأمراض القلب باستخدام معادلات التنبؤ المستخدمة آنذاك في الولايات المتحدة.
شارك جاكسون في دراسة أجريت عام 2020 وثقت كفاءة معادلة جديدة لتقييم المخاطر سُميت بريدكت 2 وهدفها تقييم خطر تكرر الأمراض القلبية الوعائية خلال خمس سنوات لدى المصابين بأمراض القلب والأوعية الدموية الناتجة عن تصلب الشرايين والذين تتراوح أعمارهم بين 30 و79. أظهرت الدراسة أن بريدكت 2 مكملة لمعادلة بريدكت 1 التي تستخدم في الوقاية الأولية من الأمراض القلبية الوعائية بسبب معايرتها لسكان نيوزيلندا على نحو جيد وإمكانية استخدامها في «الاستخدام العقلاني والشفاف لتدخلات أقوى لدى المعرضين للأمراض القلبية الوعائية بشكل عالٍ بين السكان».